# Cantate dei legionari
Cantate dei legionari è un brano musicale composto da Auro D'Alba e musicato da Francesco Pellegrino nel 1936. 
Il canto è un inno dedicato al valore dei legionari delle camicie nere impegnati in Africa orientale nella guerra da poco conclusa contro l'Etiopia, che portò alla proclamazione dell'impero coloniale. I riferimenti alla guerra d'Etiopia sono diversi sin dalla prima strofa: I morti che lasciammo a Passo Uarieu / sono i pilastri del romano impero / Gronda di sangue il gagliardetto nero / che contro l'Amba il barbaro inchiodò / Sui morti che lasciammo a Passo Uarieu / la Croce di Giuliani sfolgorò dove vengono citate la Battaglia di Passo Uarieu, l'Amba Alagi e l'eroica morte del cappellano militare Reginaldo Giuliani, medaglia d'oro nel conflitto. I soldati italiani impegnati nel conflitto e feriti sul campo per una guerra "giusta" sono equiparati alla figura di Cristo col fianco squarciato dalla lancia del centurione ("Ma la mitragliatrice non la lascio!" / gridò ferito il legionario al Passo; / Colava il sangue sul conteso sasso / il costato che a Cristo somigliò); i riferimenti al cristianesimo continuano nella frase Siamo i più lesti a trasformarci in croce. Successivamente il riferimento si sposta a due figure cruciali del conflitto italo-etiope, ovvero i generali Emilio De Bono e Rodolfo Graziani, passando poi a quello politico di Galeazzo Ciano sino a ricordare la figura del maggiore Pietro Toselli, eroicamente caduto nella prima campagna d'Africa a fine Ottocento. Ogni ritornello riprende inoltre il motto dannunziano Eia Eia Alalà che il fascismo aveva fatto proprio come grido di battaglia.